# Cuphodes zophopasta
Cuphodes zophopasta är en fjärilsart som först beskrevs av Turner 1913.  Cuphodes zophopasta ingår i släktet Cuphodes och familjen styltmalar. Inga underarter finns listade i Catalogue of Life.